# أحمد كامل
 أحمد كامل (6 مايو 1926 -) قائد عسكري وسياسي مصري، شغل عدة مناصب بارزة منها محافظ أسيوط ومحافظ المنيا ومحافظ الإسكندرية، وكان آخرها رئيس جهاز المخابرات العامة. شارك في حرب 1948، وكان ضمن المشاركين في تمرد المدفعية سنة 1954، وضمن المتهمين في قضية مراكز القوى سنة 1971.:8:72

## حياته المهنية
- رئيس جهاز المخابرات العامة المصرية (1970 - 1971).[1]
- محافظ الإسكندرية (6 نوفمبر 1968 - 17 نوفمبر 1970).[5][6]:186[6]:109
- محافظ المنيا (مايو 1968 - أكتوبر 1968).[7][6]:123
- أمين منظمة الشباب.[3]
- محافظ أسيوط (31 أكتوبر 1965 - 10 سبتمبر 1967).[8][6]:184[6]:111

## أحداث 15 مايو
أقيل من رئاسة المخابرات العامة وحوكم في بداية عام 1971 في الأحداث المعروفة باسم «أحداث 15 مايو» والتي أطاحت برموز النظام السابقين في قضية مراكز القوى مثل علي صبري ومحمد فائق وشعراوي جمعة ومحمد فوزي وسامي شرف.